# Give My Regards to Broad Street
Give My Regards to Broad Street es el nombre de la banda sonora de la película de mismo nombre, compuesta por el músico británico Paul McCartney y publicada por Parlophone en octubre de 1984.
A diferencia del largometraje, que supuso un revés financiero para McCartney y obtuvo críticas negativas de la prensa musical, el álbum siguió la tendencia de sus trabajos anteriores, Tug of War y Pipes of Peace, y alcanzó el primer puesto en la lista de ventas del Reino Unido. Su primer sencillo, «No More Lonely Nights», fue candidato a los Globos de Oro y los BAFTA.

## Historia
Give My Regards to Broad Street comenzó a tomar forma en la mente de Paul McCartney durante las sesiones de grabación de Pipes of Peace. Su producción obligó a McCartney a posponer el trabajo iniciado con Pipes of Peace, y continuó hasta julio de 1983. No obstante, antes del estreno del largometraje McCartney completó su trabajo en Pipes of Peace, que finalmente vio la luz en 1983.
La mayor parte del álbum, secuenciado según la aparición de las canciones en el largometraje, consistió en regrabaciones de clásicos de The Beatles y de Wings, tales como «Good Day Sunshine», «Yesterday», «Here, There and Everywhere» y «Silly Love Songs», entre otras. También incluye canciones de McCartney en solitario como «Ballroom Dancing» y «Wanderlust», procedentes de Tug of War, y «So Bad», de Pipes of Peace. Junto a «No More Lonely Nights», los únicos temas inéditos de la banda sonora son «No Values» y «Not Such a Bad Boy», así como una versión sinfónica de «Eleanor Rigby» titulada «Eleanor's Dream».
La larga duración del álbum obligó a acortar las canciones para su publicación en vinilo el 22 de octubre de 1984. Sin embargo, la edición en casete mantuvo la duración inicial del álbum, mientras que en la edición en CD se añadió un tema titulado «Goodnight Princess».
De forma simultánea al estreno de la película Give My Regards to Broad Street en noviembre, McCartney publicó el sencillo con la canción infantil «We All Stand Together», acreditada a Paul McCartney & The Frog Chorus. El sencillo obtuvo buenos resultados en el Reino Unido, donde alcanzó el puesto 3 en las listas.

## Película
Con McCartney, su mujer Linda, Ringo Starr, Barbara Bach, así como Bryan Brown, Ralph Richardson y Tracey Ullman en el reparto, Give My Regards to Broad Street narra un día en la vida de McCartney, de forma semejante al guion de la película A Hard Day's Night de The Beatles. En el filme, las grabaciones originales del nuevo álbum de McCartney son supuestamente robadas por un empleado con un turbio pasado. Tras una exhaustiva búsqueda, las cintas son encontradas en posesión del hombre en cuestión, que accidentalmente queda encerrado en una nave de la estación de ferrocarril en Broad Street, un distrito histórico (ward) en la City de Londres.  
Tras un creciente interés por parte de la prensa antes de su estreno, la película obtuvo críticas negativas tras lanzarse en noviembre de 1984, acabando por destacarla como uno de los mayores fracasos cinematográficos de ese mismo año. Las mayores críticas fueron dirigidas a su argumento flojo e inconsistente, malas actuaciones y a su poca continuidad en la narración.
A pesar del fracaso del filme, el tema "No More Lonely Nights" fue candidato a un Globo de Oro y a la mejor banda sonora de una película en 1985.

## Acogida
Precedido por el sencillo «No More Lonely Nights», que contó con la colaboración del guitarrista de Pink Floyd, David Gilmour, la banda sonora de Give My Regards to Broad Street entró en el primer puesto de la lista de discos más vendidos del Reino Unido y en el 21 en la lista estadounidense Billboard 200. El álbum marcó el fin de la alianza entre McCartney y el sello discográfico Columbia Records en el mercado norteamericano, con quien firmó en 1979 para la publicación del álbum de Wings Back to the Egg. Tras el fin del contrato, McCartney volvió a firmar con EMI para distribuir sus discos a nivel global, y con Capitol Records en Estados Unidos.

## Reediciones
En 1993, Give My Regards to Broad Street fue remasterizado y reeditado en formato CD como parte de la serie The Paul McCartney Collection, con dos versiones de «No More Lonely Nights» como temas adicionales.

## Listado de canciones
Todas las canciones compuestas por Paul McCartney, excepto donde se anota.
| CD | Casete | LP | Título                                    | Duración CD | Duración LP | Notas |
| 1  | 1      | 1  | No More Lonely Nights                     | 4:42        | 4:42        | Con David Gilmour en la guitarra                                                                                          |
| 2  | 2      | 2  | Good Day Sunshine                         | 2:33        | 1:49        | (John Lennon/Paul McCartney) Publicada originalmente en el álbum de The Beatles Revolver                                  |
| 2  | 3      | 3  | Corridor Music                            | 2:33        | 0:19        | |
| 3  | 4      | 4  | Yesterday                                 | 1:43        | 1:43        | (John Lennon/Paul McCartney) Publicada originalmente en el álbum de The Beatles Help!                                     |
| 4  | 5      | 5  | Here, There and Everywhere                | 1:43        | 1:45        | (John Lennon/Paul McCartney) Publicada originalmente en el álbum de The Beatles Revolver                                  |
| 5  | 6      | 6  | Wanderlust                                | 4:07        | 2:48        | Originalmente publicada en el álbum de Paul McCartney Tug of War                                                          |
| 6  | 7      | 7  | Ballroom Dancing                          | 4:51        | 4:35        | Originalmente publicada en el álbum de Paul McCartney Tug of War John Paul Jones, bajo                                    |
| 7  | 8      | 8  | Silly Love Songs                          | 5:27        | 4:31        | Originalmente publicada en el álbum de Wings Wings at the Speed of Sound                                                  |
| 7  | 9      | 1  | Silly Love Songs (reprise)                | 5:27        | 0:36        | Originalmente publicada en el álbum de Wings Wings at the Speed of Sound                                                  |
| 8  | 10     | 2  | Not Such a Bad Boy                        | 3:29        | 3:19        | |
| 9  | 1      | –  | So Bad                                    | 3:25        | –           | Originalmente publicada en el álbum de Paul McCartney Pipes of Peace                                                      |
| 10 | 2      | 3  | No Values                                 | 4:12        | 4:13        | «No More Lonely Nights (Ballad reprise)» es erróneamente descrita como transición de «No Values» en la reedición de 1993. |
| 11 | 3      | 4  | No More Lonely Nights (Ballad reprise)    | 2:12        | 0:13        | «No More Lonely Nights (Ballad reprise)» es erróneamente descrita como transición de «No Values» en la reedición de 1993. |
| 11 | 5      | 5  | For No One                                | 2:12        | 1:58        | (John Lennon/Paul McCartney) Publicada originalmente en el álbum de The Beatles Revolver                                  |
| 12 | 5      | 6  | Eleanor Rigby                             | 9:10        | 2:07        | (John Lennon/Paul McCartney) Publicada originalmente en el álbum de The Beatles Revolver                                  |
| 12 | 5      | 7  | Eleanor's Dream                           | 9:10        | 1:01        | (Paul McCartney) Pieza de música clásica escrita por Paul McCartney para la película como coda de "Eleanor Rigby".        |
| 13 | 6      | 8  | The Long and Winding Road                 | 3:57        | 3:47        | (John Lennon/Paul McCartney) Publicada originalmente en el álbum de The Beatles Let It Be                                 |
| 14 | 7      | 9  | No More Lonely Nights (Playout version)   | 5:03        | 4:26        | |
| 15 | –      | –  | Goodnight Princess                        | 3:58        | –           | |
| 16 | –      | –  | No More Lonely Nights (Versión extendida) | 8:11        | –           | Bonus track de la reedición de 1993                                                                                       |
| 17 | –      | –  | No More Lonely Nights (Special dance mix) | 4:21        | –           | Bonus track de la reedición de 1993                                                                                       |

## Músicos
- Paul McCartney: voz principal y coros, guitarra acústica, piano y bajo
- Eric Stewart: guitarras y coros.
- Linda McCartney: coros.
- David Gilmour, Steve Lukather, Eric Ford, Dave Edmunds, Chris Spedding: guitarras
- Pat Halling, Laurie Lewis, Raymond Keenlyside, Tony Gilbert: violín
- Derek Grossmith: clarinete y saxofón alto.
- Eddie Mordue: clarinete y saxofón barítono.
- Vic Ash: saxofón tenor
- Ronnie Hughs, Bobby Haughey: trompeta
- Chris Smith: trombón
- Jeff Bryant: corno francés
- George Martin: piano
- Anne Dudley: sintetizadores
- Russ Stableford: contrabajo
- Jeff Porcaro, Dave Mattacks, Ringo Starr, John Dean: batería.
- Jody Linscott: percusión

## Posición en listas
| País           | Lista                   | Posición |
| -------------- | ----------------------- | -------- |
| Alemania       | Media Control Chart     | 25       |
| Australia      | ARIA Albums Chart       | 10       |
| Canadá         | RPM Albums Chart        | 23       |
| España         | Spanish Albums Chart    | 4        |
| Estados Unidos | Billboard 200           | 21       |
| Italia         | Italian Albums Chart    | 15       |
| Noruega        | Norwegian Top 40 Albums | 4        |
| Países Bajos   | Mega Albums Top 100     | 24       |
| Reino Unido    | UK Albums Chart         | 1        |
| Suecia         | Swedish Albums Chart    | 9        |

| Sencillo                | País           | Lista                  | Posición |
| ----------------------- | -------------- | ---------------------- | -------- |
| «No More Lonely Nights» | Australia      | ARIA Singles Chart     | 9        |
| «No More Lonely Nights» | Canadá         | RPM Singles Chart      | 11       |
| «No More Lonely Nights» | Estados Unidos | Billboard Hot 100      | 6        |
| «No More Lonely Nights» | Estados Unidos | Mainstream Rock Tracks | 12       |
| «No More Lonely Nights» | Reino Unido    | UK Singles Chart       | 2        |